# Sosna-Trojanki
Sosna-Trojanki (prononciation : [ˈsɔsna trɔˈjaŋki]) est un village polonais de la gmina de Suchożebry dans le powiat de Siedlce de la voïvodie de Mazovie dans le centre-est de la Pologne.
Le village comptait approximativement une population de 56 habitants en 2010.

## Histoire
De 1975 à 1998, le village appartenait administrativement à la voïvodie de Siedlce.

Depuis 1999, il appartient administrativement à la voïvodie de Mazovie.